# Харківська бісквітна фабрика

Харківська бісквітна фабрика, ХБФ — українська кондитерська компанія в Харкові, що з 2004 входить в корпорацію «Бісквіт-Шоколад»

## Історія
Будівництво фабрики почалося у 1932, а в травні 1935 відбувся пуск чотирьох ліній з цегляними печами тунельного типу і ручним обслуговуванням, що працювали на вугіллі.
На фабриці працювало 1300 осіб, які виробляли 16 000 тонн печива в рік.
Під час війни обладнання вивезено до Уфи. У 1944 почалося відновлення виробництва. Першу продукцію фабрика випустила у 1945 — 382 тонни. Повністю відновлення закінчено у 1954, але в цехах як і раніше переважала ручна праця.
У 1958 у зв'язку з розробкою Шебелинського газового родовища була проведена повна реконструкція із заміною печей на газові та з установкою чотирьох нових цукрових технологічних ліній, що дозволили значно збільшити випуск продукції (обсяг фасованої продукції виріс більш ніж у 8 разів), поліпшити умови праці.
Повністю технологічний потік створений до 1965 — змонтовано дві напівавтоматичні лінії, встановлено 10 загорткових напівавтоматів для фасування печива, 3 тістомісильні машини, впроваджено безтарне перевезення сировини, механізовані підйомно-транспортні роботи з прийому та подачі сировини у виробництво, поліпшені умови праці в складах та цехах підприємства, методом «народного будівництва» споруджено будинок вафельного цеху.
У 1967 створено виробництво картонної та транспортної тари.
Повна механізація вафельного цеху закінчена у 1969.
У 1986 п'ять застарілих бісквітних ліній з виробництва цукрових сортів печива замінені сучасними.
У 1988 встановлена лінія «Мінел» з виробництва затяжних сортів печива, значно покращилися умови праці.
1 січня 1991 фабрика виходить зі складу Харківського об'єднання кондитерської промисловості і стає самостійною.
У 1992 запущена перша в Україні потокова автоматизована лінія з виробництва крекеру італійської фірми «Орланді». На підприємстві з'явилися фахівці з електронної та обчислювальної техніки.
У 1993 фабрика отримала сертифікати відповідності на готову продукцію, що дозволило забезпечити випуск продукції стабільної якості та експортувати її.
У грудні 1993 підприємство приватизовано трудовим колективом та перейменовано в АТЗТ «Харківська бісквітна фабрика». Підприємство отримало можливість самостійно розпоряджатися заробленими коштами.
У вересні 1998 фабрика підписала договір про спільну діяльність з Харківською кондитерською фабрикою, за яким вона забезпечувала останню сировиною і вела збут готової продукції. У листопаді того ж року збори акціонерів кондитерської фабрики вирішили продати Харківській бісквітній фабриці контрольний пакет акцій: кондитерська фабрика, що отримала згодом назву «Харків'янка», стала нарощувати обсяги виробництва, повертати втрачені ринки збуту, а бісквітна фабрика отримала можливість пропонувати торговим партнерам весь спектр кондитерських виробів.
З 2001 всі вироби обох підприємств випускаються під об'єднаним логотипом «Бісквіт-Шоколад».
У серпні 2004 підприємства об'єдналися в корпорацію «Бісквіт-Шоколад».